# Паришкура Іван Степанович
Іва́н Степа́нович Паришку́ра (30 січня 1903, селище Миронівка, Миронівського району, Київської області) — †30 грудня 1982 року) — український селекціонер (горох та люпин), кандидат сільськогосподарських наук, депутат (1939—1941 р.) обласної ради м. Тамбов СРСР, фронтовик, учасник Великої Вітчизняної війни 1941—1945 рр.

## Життєпис
Народився 30 січня 1903 (селище Миронівка, Миронівського району, Київської області) ; українець; батько Паришкура Степан Адамович  — пічник, каменяр; мати Агафія Фелімонівна — домогосподарка, мав сім братів, у всіх була вища освіта та одну сестру; дружина Жиденко Олександра Микитівна (09 березня 1909 р. — 18 березня 2001 р.)  — майстер маслороб; дочка Паришкура Зоя Іванівна (1933-†1990)   — інженер — морського флоту, порт м. Феодосія; син Паришкура Володимир Іванович (17 серпня 1938) — селекціонер  ; дочка Каплюк Світлана Іванівна (17 травня 1940 р.) інженер порошкової металургії м. Київ.
Іван Степанович маючи броню, як депутат обласної ради пішов добровольцем на фронт. Був командиром гармати у звані старшого сержанта. Був комісований, втратив нижню кінцівку вище коліна. Пройшовши лікування та реабілітацію приступив до наукової роботи, селекцією гороху та люпину.
Іван Степанович є автором першого вітчизняного сорту люпину, Носовський білонасінний 1953 р.
Не зважаючи на свій фізичний стан був людиною дуже веселою, любив дітей, мав гарне почуття гумору, часто грав на гармошці. Виховав гарних троє дітей та семеро онуків. Родичався і зі своїми родичами з батьківської родини та родини своєї дружини.
Пішов з життя — 30 грудня 1982 року.

## Освіта
Маслівський інститут селекції та насінництва ім. К.А. Тімірязєва.

## Нагороди
- Ордени:
  - Орден Червоної Зірки (№ 2021457);
  - Орден «Знак Пошани»(№ 299307)
- Медалі:
  - Медаль «За відвагу»,
  - Медаль «За оборону Москви» (В № 015858),
  - Медаль «За оборону Кавказу» (У № 014146),
  - Медаль "За доблесну працю під час Вітчизняної Війни 1941—1945 рр. (ЧТ № 491125),
  - Медаль «За перемогу над Німеччиною у Великій Вітчизняній війні 1941—1945 рр.» (от 09.05.1945),
  - ювілейна медаль «20 років Перемоги» (21.02.1966),
  - ювілейна медаль «30 років Перемогм» (17.02.1976),
  - медаль 50 років збройних сил СРСР (08.10.1969),
  - медаль 60 років збройних сил СРСР (03.04.1979);
- Знак: «Відмінник социалистичного змагання сільського господарства» (№ 10474 16.10.1955);
- Ювілейна медаль «В ознаменування 100 років з дня народження І. М. Мічуріна» (№ 328);
- Золота медаль виставки досягнень народного господарства СРСР (№ 438 01.06.1966);
- Мала срібна медаль виставки досягнень народного господарства СРСР (№ 20607 24.03.1955);
- Медаль учасника виставки досягнень народного господарства СРСР 1956 р.(№ 165580);
- Медаль учасника виставки досягнень народного господарства СРСР 1957 р. (№ 229599);
- Медаль учасника виставки досягнень народного господарства СРСР 1967 р. (№ 142697);
- Медаль "За доблесну працю в ознаменування 100 років з дня народження В. І. Леніна (27.03.1970).

## Наукові досягнення
Автор сортів:
- люпину жовтого — Носівський білонасінний, 1953 р.
- люпину білого — Носівський 3, 1960 р.;
- гороху Чернігівський 190, 1964 р.; у співавтораці з науковцями Носівської селекційно-дослідної станції.

Автор сівалки.